# Haemaphysalis bequaerti
Haemaphysalis bequaerti är en fästingart som beskrevs av Harry Hoogstraal 1956. Haemaphysalis bequaerti ingår i släktet Haemaphysalis och familjen hårda fästingar.
Artens utbredningsområde är Sudan. Inga underarter finns listade i Catalogue of Life.